# Critics’ Choice Movie Award/Bester Actionfilm
Seit dem Jahr 2009 wird durch die Broadcast Film Critics Association der beste Actionfilm des vergangenen Filmjahres mit dem Critics’ Choice Movie Award geehrt.

## Liste der Gewinner und Nominierten

### 2000er Jahre
| Jahr | Gewinner und Nominierte                               | Regisseur         |
| ---- | ----------------------------------------------------- | ----------------- |
| 2009 | The Dark Knight                                       | Christopher Nolan |
| 2009 | Indiana Jones und das Königreich des Kristallschädels | Steven Spielberg  |
| 2009 | Iron Man                                              | Jon Favreau       |
| 2009 | James Bond 007: Ein Quantum Trost                     | Marc Forster      |
| 2009 | Wanted                                                | Timur Bekmambetov |

### 2010er Jahre
| Jahr            | Gewinner und Nominierte               | Regisseur                   |
| --------------- | ------------------------------------- | --------------------------- |
| 2010            | Avatar – Aufbruch nach Pandora        | James Cameron               |
| 2010            | District 9                            | Neill Blomkamp              |
| 2010            | Tödliches Kommando – The Hurt Locker  | Kathryn Bigelow             |
| 2010            | Inglourious Basterds                  | Quentin Tarantino           |
| 2010            | Star Trek                             | J. J. Abrams                |
| 2011            | Inception                             | Christopher Nolan           |
| 2011            | Kick-Ass                              | Matthew Vaughn              |
| 2011            | R.E.D. – Älter, Härter, Besser        | Robert Schwentke            |
| 2011            | The Town – Stadt ohne Gnade           | Ben Affleck                 |
| 2011            | Unstoppable – Außer Kontrolle         | Tony Scott                  |
| 2012            | Drive                                 | Nicolas Winding Refn        |
| 2012            | Fast & Furious Five                   | Justin Lin                  |
| 2012            | Wer ist Hanna?                        | Joe Wright                  |
| 2012            | Planet der Affen: Prevolution         | Rupert Wyatt                |
| 2012            | Super 8                               | J. J. Abrams                |
| 2013            | James Bond 007: Skyfall               | Sam Mendes                  |
| 2013            | Marvel’s The Avengers                 | Joss Whedon                 |
| 2013            | The Dark Knight Rises                 | Christopher Nolan           |
| 2013            | Looper                                | Rian Johnson                |
| 2014            | Lone Survivor                         | Peter Berg                  |
| 2014            | Die Tribute von Panem – Catching Fire | Francis Lawrence            |
| 2014            | Iron Man 3                            | Shane Black                 |
| 2014            | Rush – Alles für den Sieg             | Ron Howard                  |
| 2014            | Star Trek Into Darkness               | J. J. Abrams                |
| 2015            | Guardians of the Galaxy               | James Gunn                  |
| 2015            | American Sniper                       | Clint Eastwood              |
| 2015            | The Return of the First Avenger       | Anthony Russo und Joe Russo |
| 2015            | Edge of Tomorrow                      | Doug Liman                  |
| 2015            | Herz aus Stahl                        | David Ayer                  |
| 2016 (Januar)   | Mad Max: Fury Road                    | George Miller               |
| 2016 (Januar)   | Fast & Furious 7                      | James Wan                   |
| 2016 (Januar)   | Jurassic World                        | Colin Trevorrow             |
| 2016 (Januar)   | Mission: Impossible – Rogue Nation    | Christopher McQuarrie       |
| 2016 (Januar)   | Sicario                               | Denis Villeneuve            |
| 2016 (Dezember) | Hacksaw Ridge – Die Entscheidung      | Mel Gibson                  |
| 2016 (Dezember) | Deadpool                              | Tim Miller                  |
| 2016 (Dezember) | Doctor Strange                        | Scott Derrickson            |
| 2016 (Dezember) | The First Avenger: Civil War          | Anthony Russo und Joe Russo |
| 2016 (Dezember) | Jason Bourne                          | Paul Greengrass             |
| 2018            | Wonder Woman                          | Patty Jenkins               |
| 2018            | Baby Driver                           | Edgar Wright                |
| 2018            | Logan – The Wolverine                 | James Mangold               |
| 2018            | Thor: Tag der Entscheidung            | Taika Waititi               |
| 2018            | Planet der Affen: Survival            | Matt Reeves                 |
| 2019            | Mission: Impossible – Fallout         | Christopher McQuarrie       |
| 2019            | Avengers: Infinity War                | Anthony Russo und Joe Russo |
| 2019            | Black Panther                         | Ryan Coogler                |
| 2019            | Deadpool 2                            | David Leitch                |
| 2019            | Ready Player One                      | Steven Spielberg            |
| 2019            | Widows – Tödliche Witwen              | Steve McQueen               |
| 2020            | Avengers: Endgame                     | Anthony und Joe Russo       |
| 2020            | 1917                                  | Sam Mendes                  |
| 2020            | Le Mans 66 – Gegen jede Chance        | James Mangold               |
| 2020            | John Wick: Kapitel 3                  | Chad Stahelski              |
| 2020            | Spider-Man: Far From Home             | Jon Watts                   |